# Парадокс о шаху
„Парадокс о шаху” је југословенски ТВ филм први пут приказан 24. јула 1973. године. Режирао га је Боро Драшковић који је написао и сценарио.